# قرار مجلس الأمن التابع للأمم المتحدة رقم 1246
قرار مجلس الأمن التابع للأمم المتحدة رقم 1246 اتخذ بالإجماع في 11 يونيو 1999م، بعد التذكير بالقرارات السابقة بشأن تيمور الشرقية (تيمور - ليشتي)، ولا سيما القرار 1236 (1999)، أنشأ المجلس بعثة الأمم المتحدة في تيمور الشرقية لتنظيم وإجراء استفتاء الحكم الذاتي الخاص في تيمور الشرقية بشأن الوضع المستقبلي لتيمور الشرقية، المقرر عقده في أغسطس 1999.
أشار مجلس الأمن إلى الاتفاقات المبرمة بين إندونيسيا والبرتغال بشأن الاستفتاء في تيمور الشرقية. ولاحظت بقلق الحالة «المتوترة والمتقلبة» التي وصفها الأمين العام كوفي عنان في تقريره، وضرورة المصالحة بين الفصائل المتنافسة في الإقليم.
ثم أذن المجلس بإنشاء بعثة الأمم المتحدة في تيمور الشرقية حتى 31 أغسطس 1999 لتنظيم وإجراء استفتاء بشأن ما إذا كان شعب تيمور الشرقية قد قبل مقترح الحكم الذاتي داخل إندونيسيا أو رفض الخيار الذي كان من شأنه أن يؤدي إلى استقلال الإقليم. ستتكون بعثة الأمم المتحدة في تيمور الشرقية من 280 شرطيًا لتقديم المشورة للشرطة الوطنية الإندونيسية و50 ضابط اتصال عسكري للحفاظ على الاتصال مع القوات المسلحة الوطنية الإندونيسية. وستتألف أيضا من عنصر سياسي مسؤول عن رصد الحريات السياسية وعنصر انتخابي مسؤول عن التصويت والتسجيل وعنصر معلومات مسؤول عن شرح شروط الاستفتاء لشعب تيمور الشرقية. بالإضافة إلى ذلك كان من المقرر أن ترسل حكومتا إندونيسيا والبرتغال مراقبين إلى المنطقة.
حث المجلس إندونيسيا على إبرام اتفاق بشأن مركز القوات مع الأمم المتحدة، دعا جميع الأطراف إلى تعاون بعثة الأمم المتحدة في تيمور الشرقية، وشدد على مسؤولية إندونيسيا عن توفير الأمن طوال العملية. كما أدانت جميع أعمال العنف وطالبت بخطوات نحو نزع السلاح. وطُلب إلى الأمين العام أن يقدم تقريرا كل 14 يوما عن تنفيذ القرار الحالي.